# Sant Martí de Fontanilles
Sant Martí de Fontanilles és una església romànica de Fontanilles (Baix Empordà). És una obra inclosa a l'Inventari del Patrimoni Arquitectònic de Catalunya.

## Descripció
La construcció romànica és d'una nau amb absis de planta semicircular on s'obre una finestra de doble biaix. La volta és apuntada a la nau i ametllada a la capçalera. L'edifici ha estat objecte de reformes i afegitons posteriors a l'època medieval, com és el cas del cos de la sagristia. També les reformes de fortificació del temple van doblar-ne l'alçada original. A migdia hi ha una portada del segle xviii que substituí l'antiga. Sobre el mur del frontis ha una impressionant espadanya de quatre obertures d'època barroca. El parament romànic és de carreus escairats mentre que les construccions posteriors són fetes amb rebles grans desbastats. L'interior és cobert d'arrebossat modern.

## Història
L'"eccelesiam de Fontanillas" figura com a possessió de la Canònica de la Seu de Girona en l'acta fundacional d'aquesta comunitat de l'any 1019. tanmateix, a l'acta de consagració de la canònica agustina de Santa Maria d'Ullà, l'any 1182, "Sancti Martini de Fontanillis" és una de les esglésies de la comarca que s'hi esmenten com a domini del dit cenobi. L'església de "Fontanillis "figura a les "Rationes Decimarum" dels ays 1279 i 120 i als nomenclàtors diocesans del segle xiv com a parroquial.